# Vermiculite (edilizia)
La vermiculite è un aggregato leggero utilizzato per il confezionamento di calcestruzzi leggeri, che si ottiene per cottura di rocce micacee di struttura lamellare.
Per effetto del riscaldamento, le singole lamelle, di cui è composto il materiale base, tendono ad allontanarsi una dall'altra assumendo un caratteristico aspetto a fisarmonica.
Ne consegue una resistenza sotto carico estremamente modesta.
Pertanto la vermiculite trova essenzialmente impiego come inerte per calcestruzzi isolanti, mai per la preparazione di strutture portanti.
È utilizzato per il ripristino di camere di combustione di caminetti e stufe. 
Si può trovare, a questo scopo, in forma di lastre di spessore 3 o 4 centimetri e dimensioni 60 × 100 centimetri. 
Le lastre risultano leggere e dal comportamento fragile, si possono lavorare e tagliare come un legno morbido; in forma di lastre la resistenza agli urti e ai carichi resta egualmente modesta.